# Proba hyalina
Proba hyalina är en insektsart som beskrevs av Maldonado 1969. Proba hyalina ingår i släktet Proba och familjen ängsskinnbaggar. Inga underarter finns listade i Catalogue of Life.